# Novoivanivka, Vesele
Novoivanivka (în ucraineană Новоіванівка) este un sat în comuna Novouspenivka din raionul Vesele, regiunea Zaporijjea, Ucraina.

## Demografie
Componența lingvistică a localității Novoivanivka
     Ucraineană (94,16%)
     Rusă (5,84%)
Conform recensământului din 2001, majoritatea populației localității Novoivanivka era vorbitoare de ucraineană (94,16%), existând în minoritate și vorbitori de rusă (5,84%).